# Род Липе
Родът Липе (на немски: Haus Lippe) е немски княжески род с европейско значение от начало на 12 век.
За пръв път са споменати през 1123 г. братята Бернхард и Херман цур Липия. Тяхната резиденция се намирала в околността на днешен Липщат. Синът на Херман, Бернхард II, управлявал Господството Липе от 1167 до 1194 г. Наследява го синът му Херман II. През 1529 г. князете Липе получават графска титла.
През 1621 г. родът се разделя на линиите Липе-Браке (изчезва, 1709), Липе-Алвердисен или от 1643 г. Шаумбург-Липе и Липе-Детмолд. Липе-Детмолд се разделя на Липе-Бистерфелд (по името на един ловджийски дворец в Люгде-Бистерфелд, Северен Рейн-Вестфалия), Липе-Вайсенфелд и Липе-Фалкенфлухт.

### Глави на Дом Липе
- Леополд княз цур Липе-Бистерфелд 1918–1949
- Армин принц цур Липе от 1949, днешният глава на рода Липе
- Стефан принц цур Липе, „Juniorchef“ на рода Липе

### Други важни от Дом Липе
- Бернхард V цур Липе (1277–1341), княз-епископ на Падерборн
- Бернхард принц цур Липе-Бистерфелд (1911–2004), принц съпруг на Юлиана фон Оранж-Насау, кралица на Нидерландия
- Маргарете Хамер-принцеса цур Липе-Вайсенфелд (* 1932), авторка
- Рудолф принц цур Липе-Бистерфелд (* 1937), философ